# Panaitios von Rhodos
Panaitios (latinisiert Panaetius, daher deutsch auch veraltet Panäz; * um 180 v. Chr. auf Rhodos; † um 110 v. Chr.) war ein stoischer Philosoph des späten Hellenismus.

## Leben und Werk
Panaitios wurde als Sohn des Nikagoras in eine alte, bedeutende Familie aus Rhodos geboren. Er studierte Philosophie bei Diogenes von Babylon in Athen und Antipatros von Tarsos. Danach lebte er zeitweilig in Rom, wo er zur Verbreitung der griechischen, vor allem der stoischen Philosophie beitrug und in freundschaftlichem Umgang mit Laelius und dem jüngeren Scipio stand, den er 146 nach Karthago und später auf einer Reise nach Ägypten und Asien begleitete. Danach leitete Panaitios längere Zeit die stoische Schule in Athen. Zu seinen Schülern gehören Poseidonios und Hekaton. Er starb um 110 v. Chr. Er gilt als Begründer der mittleren Stoa.
Auf ihn geht der Begriff der Theologia tripartita zurück. Von seinen Schriften sind nur unbedeutende Reste überliefert; sein Hauptwerk Über die Pflicht (περὶ τοῦ καθήκοντος) hat allerdings Marcus Tullius Cicero in seinem Werk De officiis vielfach zitiert. Umstritten ist dabei, ob sich Panaitios eher an ein griechisches oder primär an ein römisches Publikum wandte.

## Ausgaben der Fragmente
- Francesca Alesse (Hrsg.): Panezio di Rodi. Testimonianze (= Elenchos. Band 27). Bibliopolis, Napoli 1997, ISBN 88-7088-293-4 (Edition mit italienischer Übersetzung und Kommentar)